# Phecda

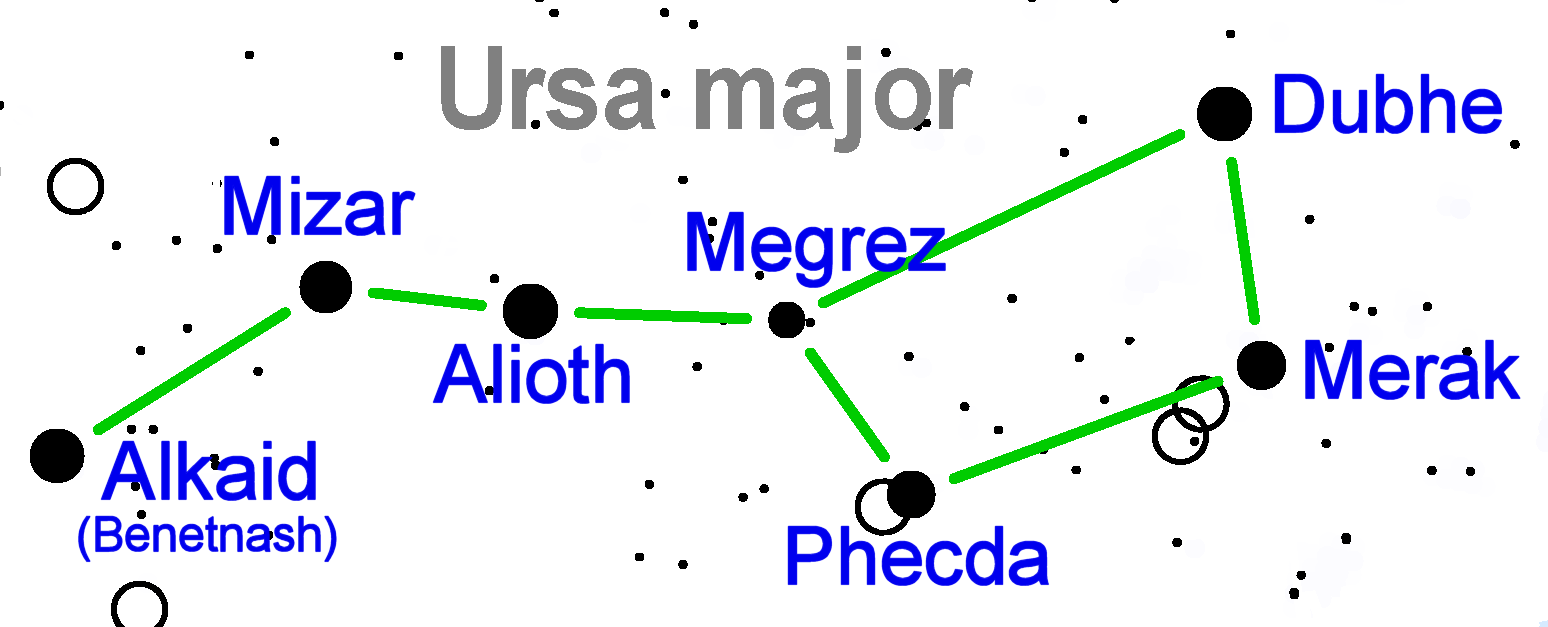
Constelación Osa Mayor

Phecda, Phekda o Phad es el nombre de la estrella γ Ursae Majoris (γ UMa / 64 Ursae Majoris / HD 103287), la sexta más brillante de la constelación de la Osa Mayor con magnitud aparente +2.44.

## Nombre
El nombre de Phecda —en cualquiera de las variantes arriba mencionadas— proviene del árabe فخذ (faxð, ‘muslo’), por su localización en el cuerpo de la osa.
De acuerdo al astrónomo persa Al-Biruni (siglos X y XI), esta estrella era Pulastya —nacido de las orejas de Brahmā—, uno de los rishis o grandes sabios de la antigüedad védica. En China era conocida con los nombres de Ke Seuen Ke y Tien Ke.

## Características físicas
Junto con otras estrellas de la constelación —como Alioth (ε Ursae Majoris), Mizar (ζ Ursae Majoris), Merak (β Ursae Majoris) o Megrez (δ Ursae Majoris)—, Phecda forma parte de la Asociación estelar de la Osa Mayor, un grupo de estrellas que se mueven al unísono en la misma región del espacio y que poseen una edad similar; la edad de Phecda se estima en torno a los trescientos millones de años. Se encuentra a 84 años luz del sistema solar, ligeramente más alejada que las otras cuatro componentes principales del grupo.
Phecda es una estrella blanca de la secuencia principal de tipo espectral A0Ve con una temperatura superficial de 9500 K. Con una luminosidad 72 veces mayor que la del Sol, su radio es el triple del radio solar. La e en su tipo espectral indica la existencia de un disco de gas giratorio alrededor de la estrella, consecuencia de su alta velocidad de rotación de 168 km/s en el ecuador, 84 veces mayor que la del Sol. La mayor parte de las estrellas de este tipo son estrellas más calientes de tipo B —denominadas estrellas Be—, entre las que cabe citar a Achernar (α Eridani) o a Gomeisa (β Canis Minoris).
El espectro de Phecda indica la presencia de una compañera cercana, de la que nada se sabe salvo que debe ser muy tenue.